# Ottone Schanzer

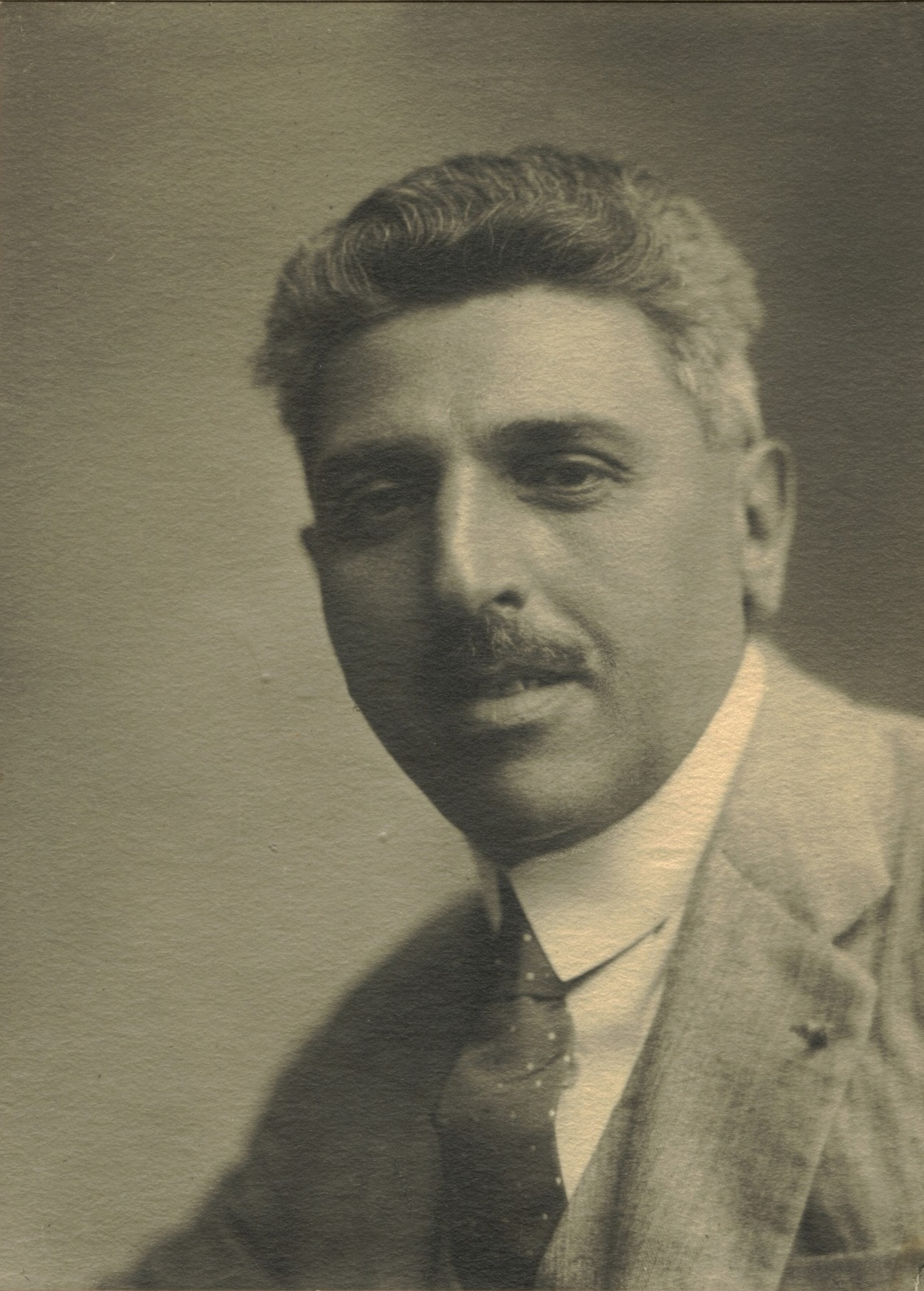
Ottone Schanzer in 1922Mit freundlicher Genehmigung des Casa Museo Galimberti Cuneo

Ottone Schanzer (* 18. April 1877 in Wien; † 2. Februar 1956 in Rom) war ein österreichischer Literat und Librettist mit italienischer Staatsbürgerschaft. Er war Ministerialbeamter des Königreichs Italien und ist für seine Übersetzungen der Opernlibretti von Richard Strauss aus dem Deutschen ins Italienische bekannt.

## Lebenslauf
Ottone Schanzer wurde am 18. April 1877 in Wien als Sohn des Juristen Ludwig Schanzer (1832–1886) und der Pianistin und Schülerin von Franz Liszt, Amalie Pauline Grünberg (1845–1918), geboren. Die beiden heirateten 1863 und aus ihrer Verbindung gingen Carlo (1865–1953), Robert (1872–1954), Alice (1873–1936) und schließlich Ottone hervor. Die Familie lebte bis 1879 in Wien und zog dann nach Italien, zunächst nach Mailand und kurz darauf endgültig nach Rom. Ludwig und Amalia lernten sich in der habsburgischen Hauptstadt kennen, wo die Familie Grünberg, die dem Großbürgertum angehörte, in der damaligen Wiener Gesellschaft gut bekannt war. Tatsächlich zeichneten sich die Grünbergs auch durch ein ausgeprägtes Interesse an der Musik aus: Diese Vorliebe ermöglichte es Amalia, bei Franz Liszt zu studieren und eine hervorragende Pianistin zu werden; auch Amalias Bruder Eugen tat sich zunächst als Geiger des Boston Symphony Orchestra und später als Direktor des New England Conservatory in derselben amerikanischen Stadt hervor.
Nach seiner Übersiedlung nach Italien beteiligte sich der Vater finanziell an den Landgewinnungsplänen und kam so in Kontakt mit prominenten Persönlichkeiten wie Cesare Correnti und Giovanni Giolitti. Vor allem zwischen der Familie Schanzer und der Familie Giolitti entstand eine solide Freundschaft: Die beiden Damen Amalia und Rosa besuchten sich gegenseitig, die jungen Damen Alice Schanzer und Enrichetta Giolitti standen sich nahe, und die beiden jüngsten Söhne Ottone Schanzer und Federico Giolitti verbrachten ihre Nachmittage zwischen Imbiss und Freizeit gemeinsam.
Auf Betreiben seines Bruders Carlo wurde Ottone 1896 in der Bibliothek des Außenministeriums angestellt. Er schrieb sich an der juristischen Fakultät in Rom ein, machte 1903 seinen Abschluss und wurde noch im selben Jahr von der Generalinspektion für Industrie und Handel im Ministerium für Landwirtschaft, Industrie und Handel eingestellt. Bis zu seiner Pensionierung im Jahr 1946 setzte er seine Karriere als Beamter in zahlreichen Ministerien fort: Ministerium für Kolonien (1916), Ministerium für Volkswirtschaft (1923), Ministerium für Land- und Forstwirtschaft (1929), Ministerium für Unternehmen (1930), Ministerium für Handel und Währung (1936), Ministerium für Industrie, Handel und Arbeit (1944), Ministerium für Außenhandel (1945).
Ottone, der sich schon immer leidenschaftlich für literarische und musikalische Studien interessierte, widmete sich parallel zu seinen beruflichen Verpflichtungen dem Schreiben von Gedichten und Musiktexten und verfasste literatur- und musikkritische Artikel in verschiedenen italienischen Zeitschriften. Besonders erwähnenswert sind jedoch seine Arbeiten zur Übersetzung der Libretti von Richard Strauss-Opern ins Italienische.
Neben seiner 30-jährigen Zusammenarbeit mit Richard Strauss schrieb er auch Texte zur Musik für andere Komponisten, darunter Alberto Gasco und Bruno Barilli. Für Alberto Gasco verfasste er einige Texte, die später in die Sammlung Poemi della notte e dell'aurora (Gedichte der Nacht und der Dämmerung) (1909) aufgenommen wurden und folgende Titel tragen: Nacht, Das Wiegenlied des kleinen Königs, Ballade einer fernen Zeit, Meditation. Ebenfalls für Gasco schrieb Schanzer Astrea - Visione mistica (1905) und La leggenda delle sette torri (1913), ein von zwei Gemälden Dante Gabriele Rossettis inspiriertes Libretto. Für Bruno Barilli schrieb er die dreiaktige Oper Medusa (1910–1913), von der sich Giannotto Bastianelli zu einer Sonate für Violine und Klavier inspirieren ließ.
Es gibt über hundert Briefe – beginnend im Jahr 1903 –, die Ottone an die Familie Galimberti in Cuneo gerichtet hat und die heute im Museo Casa Galimberti in der piemontesischen Hauptstadt aufbewahrt werden. Ottone Schanzer nahm stets mit großer Nähe und Zuneigung an den Familienereignissen teil, auch an denen, die mit der Ermordung seines Neffen Duccio Galimberti, dem Märtyrer des italienischen Widerstands und Sohn seiner Schwester Alice Schanzer, durch die Faschisten zusammenhingen. Noch Jahre nach dieser Ermordung, am 30. April 1949, schrieb Ottone während einer Rundfunkübertragung des von Giorgio Federico Ghedini komponierten Trauerkonzerts (Concerto funebre in onore di Duccio Galimberti) für Duccio Galimberti:
„Wie viele Herzen müssen gestern geweint haben, als sie diese inspirierten Noten hörten und an die blühende Jugend dachten, die einem so erhabenen Ideal zum Opfer fiel und so barbarisch gebrochen wurde. Auch Onkel Carlo hörte gestern mit lebhafter Ergriffenheit die Musik von Ghedini.“
Er starb am 2. Februar 1956 in Rom und wurde auf dem Friedhof von Verano beigesetzt.

## Übersetzungen der Libretti von Richard Strauss

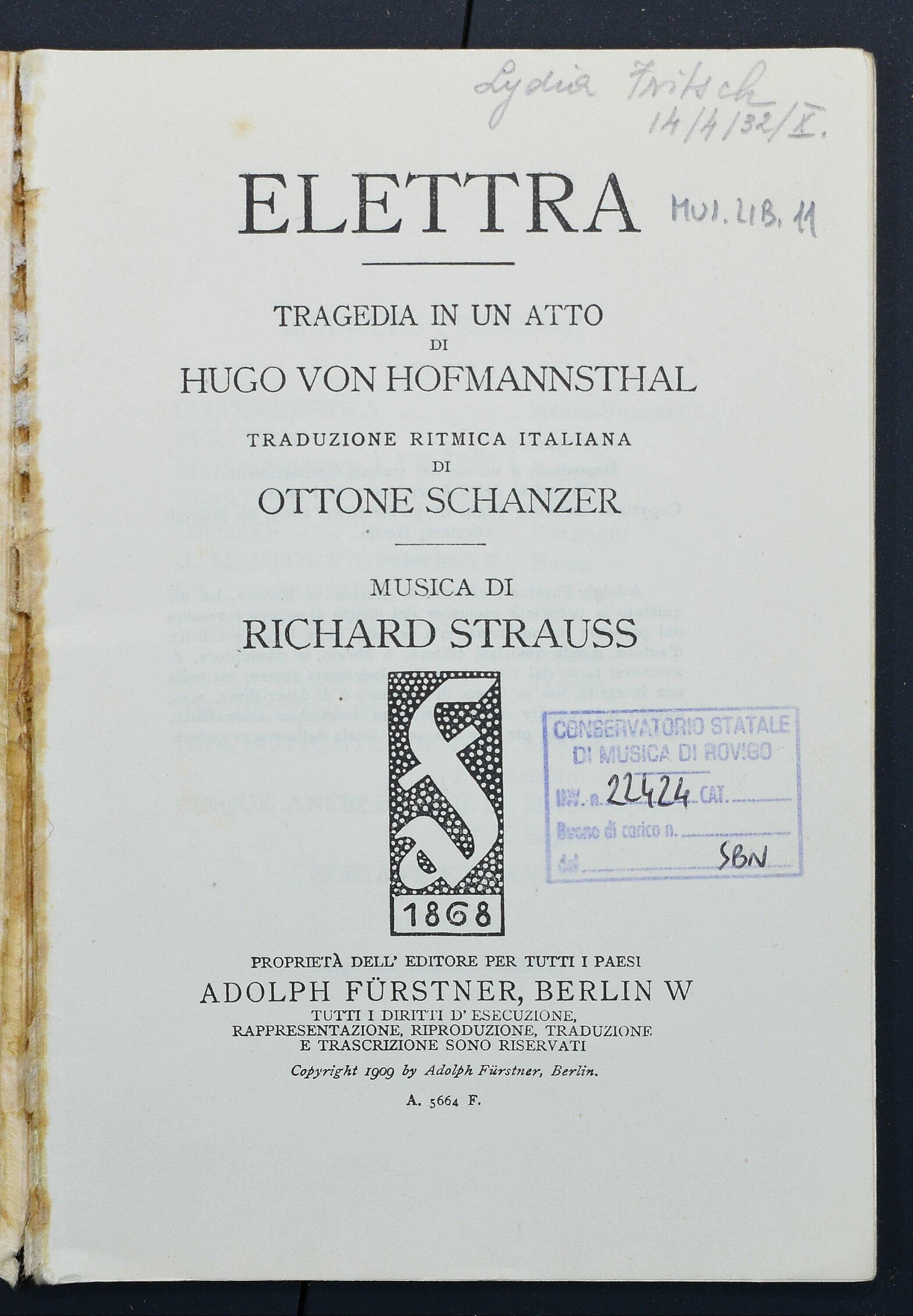
Elektra-Libretto mit italienischer Übersetzung von Ottone Schanzer

Die Zusammenarbeit zwischen Richard Strauss und Ottone Schanzer dauerte dreißig Jahre lang an. Einigen Wissenschaftlern zufolge begann die Beziehung zwischen den beiden im Jahr 1908, vermittelt durch Ottone Schanzers Übersetzung von Hugo von Hofmannsthals Elektra im Jahr zuvor. Dieser berichtete seiner Schwester Alice am 11. Oktober 1907, dass er in diesen Tagen sehr mit der Übersetzung von Hofmannsthals Elektra beschäftigt sei, „ein junger Schriftsteller, der in Österreich und Deutschland sehr in Mode ist“ und den Ottone gerne auch in Italien bekannt gemacht hätte. Stattdessen schrieb Strauss selbst in einem Brief vom Februar 1908 an Hofmannsthal über seine Begegnung mit Ottone in Rom: „In Rom sprach ich mit Dr. Schanzer, der die beste Übersetzung der Elektra vorbereitet hat und sie nicht veröffentlichen kann. Elektra geht zügig voran“. Alle Übersetzungen Schanzers sind rhythmische Fassungen, d. h. sie übertragen den quantitativen rhythmischen Fuß der deutschen Metrik in die italienische Akzentmetrik.
Im Folgenden sind die Werke von Richard Strauss mit dem jeweiligen Erscheinungsdatum der italienischen Übersetzungen von Ottone Schanzer aufgeführt:
- Feuersnot (1912)
- Salomè (1924)
- Elektra (1909)
- Der Rosenkavalier (1911)
- Ariadne auf Naxos (2. versione, 1925)
- Intermezzo (1925)
- Die ägyptische Helena (1928–1930)
- Arabella (1935)
- Die schweigsame Frau (1936)

## Werke
- Ode a John Ruskin (1904)
- Le notti di Capri (1921)
- Astrea (1905)
- Poemi della notte e dell’aurora (1909)
- Beatrice Cenci (1910)
- Medusa (1910–1913)
- La leggenda delle Sette Torri (1913)
- Maurice Allou (1921)
- Un grande neoromantico tedesco Ernst Hardt (1928)

## Bibliographie
- Bernagozzi, Daniela, Non mi parlar d’amore. La giovinezza di Alice Schanzer Galimberti, Cuneo, Primalpe, 2019.
- Mana, Emma (a cura di), Archivio Galimberti, Roma, Ministero per i Beni culturali e ambientali, Ufficio centrale per i Beni archivistici, 1992.
- Marchetti, Giulia, La miglior traduzione di Elektra. Ottone Schanzer (1877–1956) traduttore delle opere di Richard Strauss. Dalle fonti dell’Archivio Museo Casa Galimberti di Cuneo, diss., rel. Raffaele Deluca, Rovigo, Conservatorio, 2025.
- Di Battista, Flavia. “Vigilia Di Gloria.: La Prima Ricezione Italiana Di Hofmannsthal.” Tradurre è Come Scrivere: Leone Traverso e Hugo von Hofmannsthal, Quodlibet, 2023, pp. 27–60. JSTOR, https://doi.org/10.2307/jj.5501053.4. Accessed 3 Feb. 2025.
- Lesnig, Günther. “DIE OPERN VON RICHARD STRAUSS IN ITALIEN.” Richard Strauss-Blätter: Heft 10, edited by Internationale Richard Strauss-Gesellschaft, vol. 10, Hollitzer Verlag, 1983, pp. 41–78. JSTOR, https://doi.org/10.2307/j.ctvg8p5vp.5. Accessed 3 Feb. 2025.